# Lorcy
Lorcy ist eine französische Gemeinde mit 589 Einwohnern (Stand 1. Januar 2022) im Département Loiret in der Region Centre-Val de Loire. Sie gehört zum Kanton Le Malesherbois und zum Kanton Pithiviers. 

## Lage
Lorcy liegt rund 16 Kilometer nordwestlich des Zentrums von Montargis am Ufer des Flusses Maurepas.
Die Gemeinde grenzt im Nordwesten an Juranville, im Nordosten an Corbeilles, Südosten an Chapelon, im Süden an Ladon und im Südwesten an Mézières-en-Gâtinais.

## Bevölkerungsentwicklung
| Jahr      | 1962 | 1968 | 1975 | 1982 | 1990 | 1999 | 2008 | 2018 |
| --------- | ---- | ---- | ---- | ---- | ---- | ---- | ---- | ---- |
| Einwohner | 581  | 517  | 485  | 446  | 433  | 483  | 555  | 570  |

## Sehenswürdigkeiten

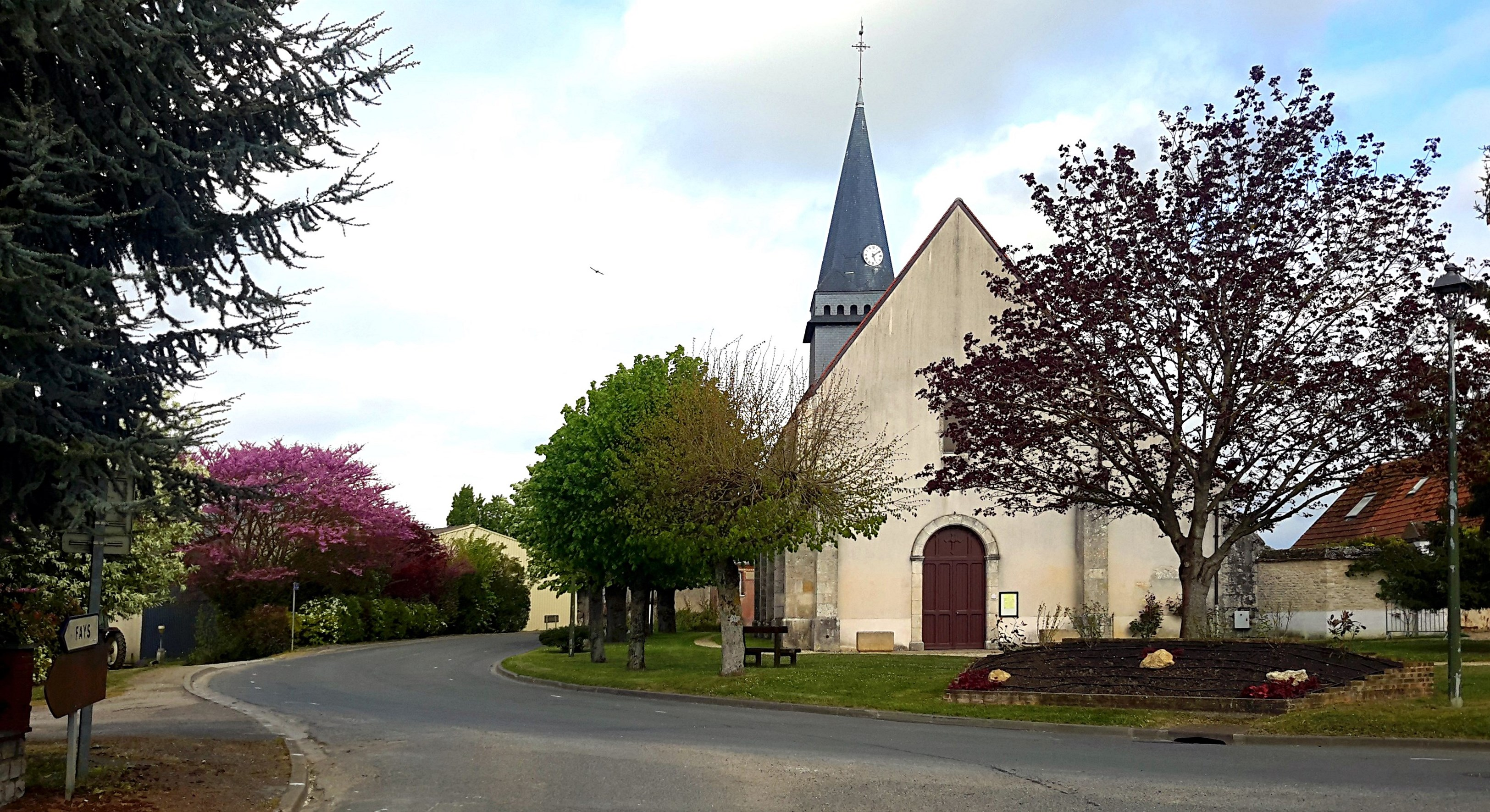
Kirche Saint-Aignan

- Kirche Saint-Aignan